# Lancha rápida de ataque

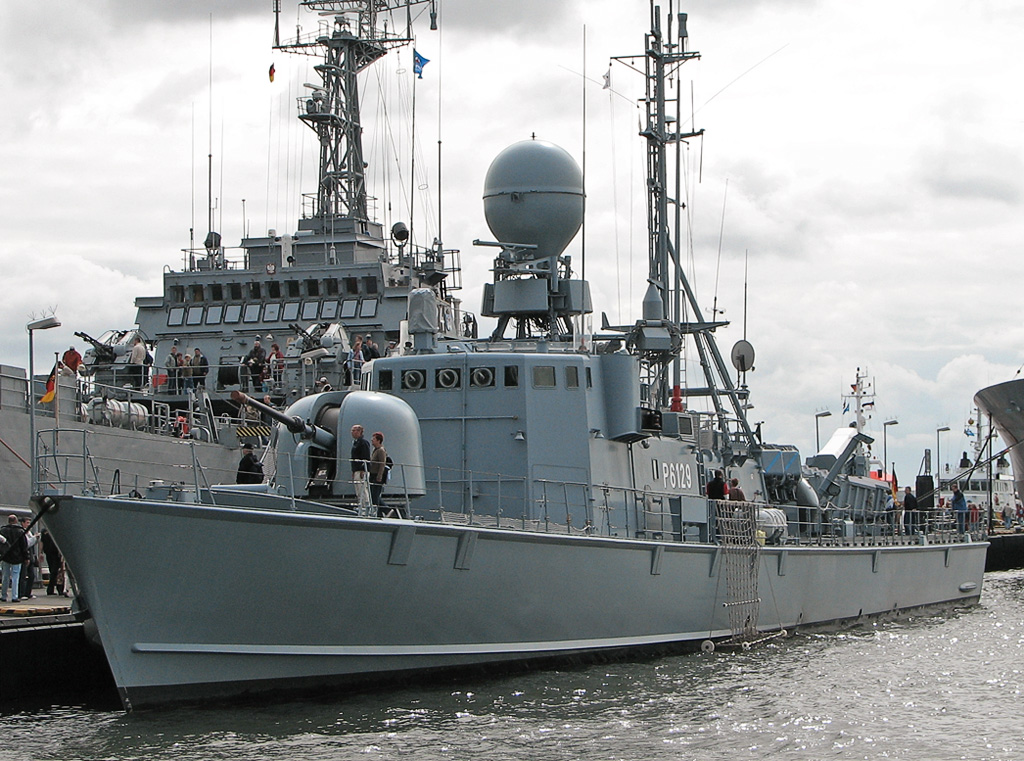
S79 Wiesel, una lancha rápida de la Armada Alemana.

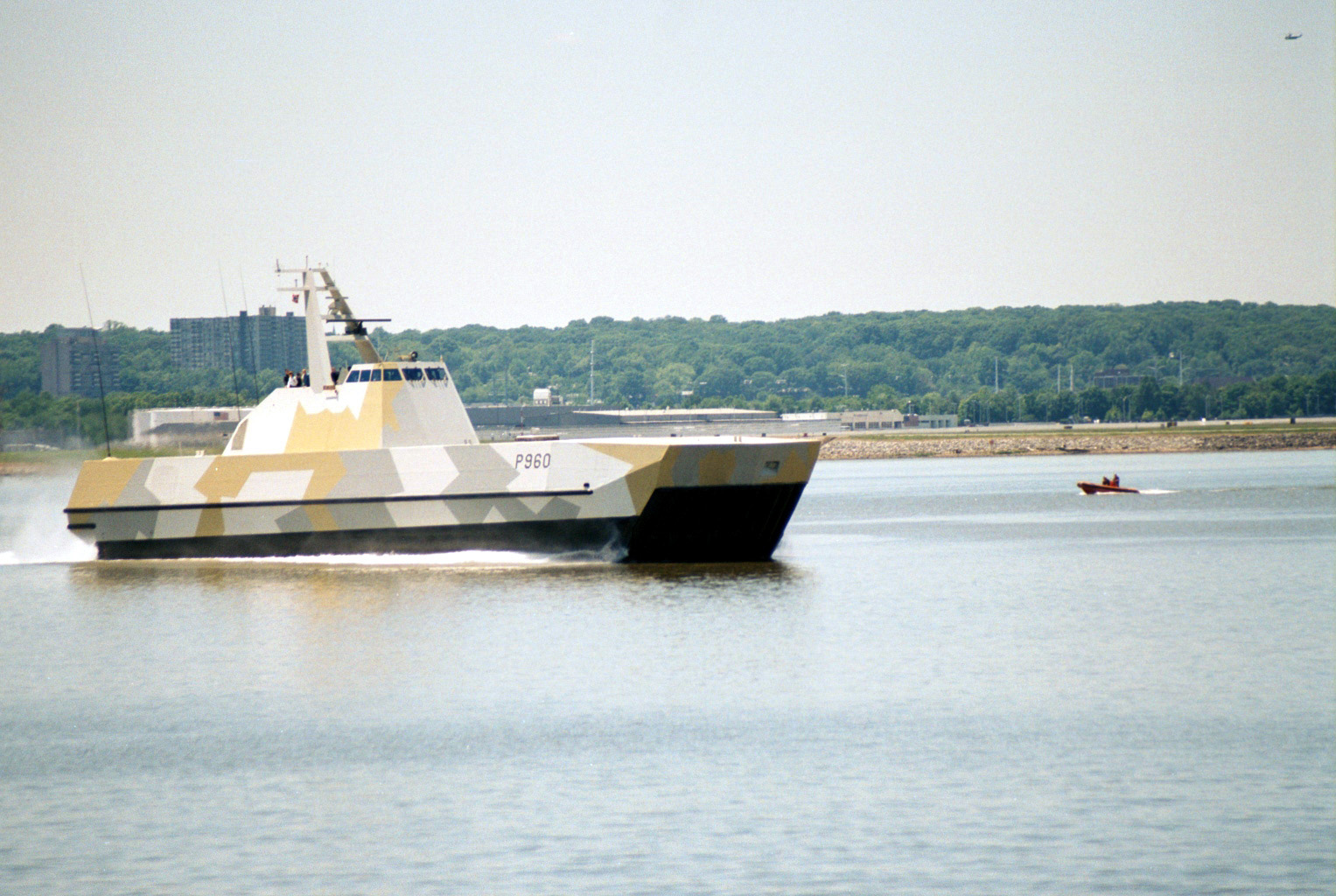
Patrullera lanzamisiles noruega clase Skjold.

Una lancha rápida de ataque (FAC: del inglés Fast Attack Craft, y del alemán: Schnellboot) o simplemente lancha rápida es una embarcación pequeña (de 100 a 800 toneladas de desplazamiento) y rápida (desarrollan hasta 40 nudos) para tareas ofensivas, principalmente equipadas con misiles antibuque y/o torpedos antisuperficie. La clasificación es muy ambigua, ya que el término se emplea usualmente para definir a las embarcaciones que disponen de torpedos y misiles, pero también se utiliza para definir un barco lanzamisiles, buque torpedero o cañonero.
A causa de su relativamente pequeño tamaño, las FAC están generalmente limitadas a operaciones costeras y estados de la mar relativamente tranquilos. Por ejemplo, las armadas del Mediterráneo y sureste de Asia los usan, pero en el mar del Norte y en los océanos, raramente son vistas.

## Historia
Con pequeños motores de gasolina, en la segunda mitad del siglo XIX era posible construir pequeños y rápidos barcos de guerra. Los primeros buques de este tipo aparecieron en el siglo XX, construidos por Italia y Gran Bretaña como relevo a las Lanchas Torpederas de Pértiga, una lancha a vapor casi del tamaño de un bote grande que dirigía una carga explosiva bajo el agua contra la obra viva de un barco a velocidad alta para la época. El primero de estos barcos sutiles con motor a gasolina fue armado con cañones de pequeño calibre, y más tarde fueron empleados los torpedos automotores, más eficaces. La primera acción notable del nuevo buque fue el hundimiento del acorazado austrohúngaro SMS Szent István por la lancha italiana MAS-15 en el año 1918.
Después de la Segunda Guerra Mundial, el empleo de esta clase de barcos fue cayendo en desuso en los EE. UU. y Gran Bretaña, aunque la Unión Soviética todavía mantuviera un gran número de cañoneros y torpederos en servicio. Con el empleo de misiles antibuque en los años sesenta, volvió el interés por el empleo de FAC, primero en la Unión Soviética y después en Occidente, sobre todo en Francia y Alemania. Francia también construyó un gran número de este tipo de barcos para la exportación.
La primera guerra del Golfo, en 1991, descubrió un defecto importante en la filosofía del diseño de FAC después de que un grupo de FAC iraquíes fuera destruido por helicópteros Westland Lynx británicos armados con misiles Sea Skua; las AC no tenían casi ningún sistema de defensa antiaérea y, aunque fueron equipadas con un radar de defensa aérea, por el pequeño tamaño del barco se pensó que no debían ser montados dichos sistemas, debido a que no se consideraban vulnerables dichas embarcaciones a la amenaza aérea.
En años recientes, los FAC han sido equipados cada vez más con misiles antiaéreos y se ha aumentado el desplazamiento, hasta 800 toneladas. Los FAC más grandes son capaces de llevar un helicóptero.

## Tipos
FAC (G)Lancha Rápida de Ataque (Cañonera)
FAC (M)Lancha Rápida de Ataque (Misilera)
FAC (P)Lancha Rápida de Ataque (Patrulla)
FAC (T)Lancha Rápida de Ataque (Torpedera)
FAH (M)Hidroala Rápida de Ataque (Misilera)